# Ronaldo Felipe Azevedo
Ronaldo Felipe Azevedo, mais conhecido por Ronaldão (Muriaé, Minas Gerais, 4 de setembro de 1971), é um ex-futebolista brasileiro que atuava como zagueiro, e que teve boas passagens por Flamengo e Sport.
Após pendurar as chuteiras, tornou-se árbitro, onde trabalha na Liga Esportiva de Muriaé.

## Carreira
Ronaldão iniciou sua carreira futebolística no Nacional de Muriaé. Ainda bem jovem, foi para o Espírito Santo, onde jogou no Comercial de Alegre. O destaque no pequeno time do interior o levou à capital capixaba para atuar na tradicional Desportiva Ferroviária, onde profissionalizou-se. 
Em seguida foi para a Bahia, defendendo a Catuense. Destacando-se mais uma vez, foi disputar o Campeonato Paulista pelo América-SP. 
Em 1996, transferiu-se para a Portuguesa Santista e fez parte do elenco que chegou ao vice-campeonato da Série A2. 
O bom desempenho, o fez ser negociado, ainda no mesmo ano, com o São Paulo. Foi reserva durante o Campeonato Brasileiro daquele ano, entrando em duas partidas. Em uma delas, foi expulso, na goleada do Tricolor de 4–1 sobre o Flamengo.
Seguiu no futebol paulista, atuando por São José-SP e São Caetano em 1997. 
Na temporada seguinte, foi jogador do Sport. Conquistou o Campeonato Pernambucano e despertou o interesse de vários clubes brasileiros, escolhendo a proposta do Flamengo.
Chegou ao rubro-negro no início de 1999, chancelado pelo Romário, que havia sido marcado por ele no Brasileirão passado. Na equipe rubro-negra carioca, ele começou o ano como titular da zaga ao lado de Fabão. Naquela ocasião, havia ganhado a confiança do técnico Evaristo de Macedo e barrado o jovem Juan, que acabou retornando aos juniores. Ronaldão integrou o elenco campeão da Copa Mercosul em 1999 e bicampeão carioca. No total, segundo dados do "Almanaque do Flamengo", de Roberto Assaf e Clóvis Martins, ele atuou em 29 jogos pelo clube, sendo 9 vitórias, 4 empates e 10 derrotas.
Da Gávea, retornou ao Sport. Mas, diagnosticado com um problema na coluna, retornaria ao Nacional de Muriaé para encerrar a carreira, o que ocorreu em 2005.

## Títulos
Sport
- Campeonato Pernambucano: 1998
- Copa Pernambuco: 1998

Flamengo
- Copa Mercosul: 1999
- Campeonato Carioca: 1999 e 2000
- Taça Guanabara: 1999
- Taça Rio: 2000
- Troféu São Sebastião: 1999